# Флаг Пискарёвки
Флаг внутригородского муниципального образования муниципальный округ Пискарёвка в Калининском районе города Санкт-Петербурга Российской Федерации — опознавательно-правовой знак, служащий официальным символом муниципального образования и знаком единства его населения.
Флаг утверждён 5 декабря 2005 года и внесён в Государственный геральдический регистр Российской Федерации с присвоением регистрационного номера 2225.

## Описание
Флаг муниципального округа Пискарёвка представляет собой прямоугольное полотнище зелёного цвета, несущее посередине (в центре) изображение фигур герба муниципального образования (орла с ветвями и гирляндой) в белом (серебряном) и жёлтом цвете и одинаковые узкие жёлтые полосы вдоль древка и свободного края. Отношение ширины флага к его длине — 2:3.
Геральдическое описание герба гласит: «В зелёном поле серебряный орёл с золотым языком, несущий в лапах золотую, перевитую таковой же лентой гирлянду и сопровождённый во главе двумя ветвями того же металла, выходящими накрест из-за крыльев орла».

## Символика
Зелёный цвет полотнища, ветви и гирлянда указывают на то, что на территории муниципального образования располагаются обширные озеленённые пространства, обеспечивающие привлекательный облик муниципального образования и представляющие собой особую ценность в городских условиях.
Трёхчастная композиция (ветви, орёл, гирлянда) указывает на то, что к территории муниципального образования относится не только основная часть Пискарёвки как исторической части города, но и ядро исторической Кушелевки, а также значительная часть Ручьёв.
Белый орёл и зелёное поле заимствованы из родового герба Кушелевых. В то же время орёл соотносится с символом апостола и евангелиста Иоанна Богослова, храм которого является важным элементом городской среды на территории муниципального образования. Белый цвет орла символизирует чистоту.
Гирлянда, в качестве отдельного элемента, соотносится с монументальным оформлением мемориального Пискарёвского кладбища и служит знаком вечной памяти ушедшим горожанам, тогда как растущие ветви, замыкающие композицию вверху, служат знаком полноты жизни, обновления и развития.